# Liste der Asteroiden, Nummer 61001 bis 61500
Die nachfolgende Tabelle enthält eine Teilliste der Asteroidenübersicht. Die in der ersten Spalte aufgeführten Ziffern geben die Reihenfolge ihrer endgültigen Katalogisierung an, dienen als Identifikationsnummer und gelten als Bestandteil des Namens.
Die Hintergrundfarbe gibt den Orbittyp an:
| Hauptgürtelasteroid innerhalb der 3:1-Kirkwoodlücke bei 2,50 AE              |
| Hauptgürtelasteroid zwischen der 3:1-Kirkwoodlücke und der 5:2-Kirkwoodlücke |
| Hauptgürtelasteroid außerhalb der 5:2-Kirkwoodlücke bei 2,82 AE              |
| Erdnaher Asteroid vom Amor-Typ                                               |
| Erdnaher Asteroid vom Apollo-Typ                                             |
| Erdnaher Asteroid vom Aten-Typ                                               |
| Erdnaher Asteroid vom Atira-Typ                                              |
| Mars-Trojaner                                                                |
| Jupiter-Trojaner                                                             |
| Neptun-Trojaner                                                              |
| Zentauren                                                                    |
| Transneptunisches Objekt                                                     |

Besondere Merkmale sind durch Umrandung gekennzeichnet:
| Marsbahnkreuzer. Hauptgürtelasteroid mit einem Perihel kleiner als das Perihel des Mars (1,381 AE)                                   |
| Marsbahngrazer. Hauptgürtelasteroid mit einem Perihel größer als das Perihel des Mars aber kleiner als das Aphel des Mars (1,666 AE) |
| Potenziell gefährlicher Asteroid (Hintergrund-Farbe gemäß Orbittyp)                                                                  |
| Zwergplanet |

## Asteroiden Nummer 61001 bis 61500
| 61001–61100 | 61101–61200 | 61201–61300 | 61301–61400 | 61401–61500 |
| ----------- | ----------- | ----------- | ----------- | ----------- |

| Nummer und Name   | Große Halbachse (in AE) | Quelle    | Datum der Entdeckung | Entdecker         |
| ----------------- | ----------------------- | --------- | -------------------- | ----------------- |
| (61338) 2000 PK   | 3,1379                  | JPL-Daten | 1. August 2000       | Wolf Bickel       |
| (61342) Lovejoy   | 2,3766                  | JPL-Daten | 3. August 2000       | Gordon J. Garradd |
| (61379) 2000 PG29 | 2,5883                  | JPL-Daten | 1. August 2000       | LINEAR            |
| (61422) 2000 QN15 | 2,8715                  | JPL-Daten | 4. August 2000       | LINEAR            |